# Galipea carinata
Galipea carinata är en vinruteväxtart som beskrevs av Pirani. Galipea carinata ingår i släktet Galipea och familjen vinruteväxter. Inga underarter finns listade i Catalogue of Life.